# Новониколаевские
 Новониколаевские  — опустевшая деревня в Санчурском муниципальном округе Кировской области.

## География
Расположена на расстоянии примерно 14 км по прямой на запад-северо-запад от райцентра поселка Санчурск.

## История
Известна с 1891 года как починок Ново-Николаевский (Мало-Удюрминский или Удюрминский)), в котором было в 1905 году отмечено дворов 42 и жителей 269, в 1926 47 и 240, в 1950 (Ново-Николаевская) 37 и 99, в 1989 1 житель. Настоящее название утвердилось с 1978 года. С 2006 по 2019 год входила в состав Люмпанурского сельского поселения.

## Население
Постоянное население составляло 2 человека (русские 100%) в 2002 году, 0 в 2010.